# Boris Puhlovski
Boris Puhlovski (Zagreb, 1921. – 1999.), profesor, diplomirani inženjer strojarstva i zrakoplovne tehnike, hrvatski pisac.

## Školovanje
Puhlovski je maturirao na zagrebačkoj III. muškoj realnoj gimnaziji. U II. Svjetskom ratu mobiliziran je u hrvatsko domobranstvo, rod zrakoplovstvo. 1945. godine apsolvira strojarstvo na Tehničkom fakultetu u Zagrebu ali mu tadašnji ministar industrije od sedam semestara priznaje samo prvi, završen u vrijeme Kraljevine Jugoslavije. U iščekivanju rješenja žalbe Puhlovski upisuje povijest umjetnosti na zagrebačkom Filozofskom fakultetu. Kako mu je nakon žalbe priznato pola studija, nastavlja studirati strojarstvo na strojarskom fakultetu Sveučilišta u Beogradu, smjer zrakoplovstvo. Diplomirao je s vrlo dobrim uspjehom s čime je ostvario i svoju životnu želju, završiti zrakoplovne tehničke studije.

## Radni vijek
Puhlovski je stažirao u zrakoplovnoj tvrtki JAT i tvornici jedrilica u Pančevu. 1963. godine vraća se u Zagreb. Kao viši stručni savjetnik radio je u Institutu za aerodinamička i termodinamička istraživanja. Kao redovni profesor predavao je termodinamiku, mehaniku fluida, motore i kompresor na Srednjoj tehničkoj školi. Usporedno je predavao i na Višoj tehničkoj školi i višoj Prometnoj školi. Kao izvanredni profesor u Beču i Budimpešti izdao je doktorsku dizertaciju znanosti pod naslovom "Zrakoplovne nesreće-tehnički i psihološki uzroci". Puhlovski je bio član Hrvatskog novinarskog društva, odjela za znanost i tehniku.
Zrakoplovnim modelarstvom bavio se još kao dječak; u Zemunu (1938.) bio je padobranac a 1940. godine bio je upravnik i nastavnik modelarske škole Aerokluba u Zagrebu. Bavio se je i jedriličarstvom a 1943. u Zlínu (Češka) se školovao za motornog pilota.
1961. je konstruirao dvomotorni višenamjenski zrakoplov PUH-1 sa šest sjedišta. Radio je i kao sudski vještak zrakoplovnih nesreća.

## Stvaralaštvo
Pisanjem se počeo baviti još u osnovnoj školi. Kasnije je kao publicist surađivao u dnevnom tisku i tjednicima. Izdao je preko 30 zrakoplovno-tehničkih studija, bio je suradnik u fakultetskom časopisu "Strojarstvo" (Zagreb), Enciklopedijskom zavodu "Miroslav Krleža" (Biografski leksikon) i dr.  4. lipnja 1952. godine u "Vijesniku u srijedu" kao prvi u bivšoj Jugoslaviji objavljuje dostignuća inženjera Slavoljuba Penkale, njegovu mehaničku olovku te ga opisuje kao prvog hrvatskog konstruktora motornog zrakoplova. Kao prvi je u istom listu 22. srpnja 1953. objavio i monografiju o Faust Vrančiću, izumitelju praktičnog padobrana.

### Znanstveni radovi
- Motori s rotacionim klipom "Wankel" (1970.)
- Lebdjelice- prometala na zračnom jastuku (1971.)
- Uzroci avionskih nesreća (1972.)
- Konvertoplani – avioni sutrašnjice (1972.)
- Suvremeni Aerodinamičko-konstrukcijski uređaji za sigurnost leta aviona (1973.)
- Aerotermodinamičke pojave kod atmosferskih i svemirskih aviona (1973.)
- Aerodinamika vozila na zračnom jastuku (1974.)
- Zagađivanje atmosfere i problem buke od aviona (1977.)
- Svemirski raketoplani (Suvremena teorija raketnog principa)
- Perspektive svemirskih aviona – teorijske osnove

### Hrvatsko zrakoplovstvo
Literarno-tehničke biografije:
- Penkala leti (Globus, 1987.)
- Fizir i njegovi avioni (Skupština općine Ludbreg, 1991.)
- Zagrebački Švarcoplan (časopis "Hrvatski vojnik" 1992. – 1994.)
- Hrvatsi ikar, monografija o prvom hrvatskom pilotu Dragutinu Novaku ("Alfa", 1995.)
- Katarina na krilima, monografija Katarine Matanović, prve hrvatske padobranke i pilotkinje ( "Tonimir", 2000.)
- Dr. Oton Kučera (Društvo Faust Vrančić, 1988.)
- Faust Vrančić – vizionar XVI. Stoljeća ("Marulić", 1994.)

### Zrakoplovno-tehničke publikacije
Monografije naših znanstvenika iz područja zrakoplovstva izašle u redovnom tisku:
- Herman Potočnik – Noordnung, konstruktor svemirske naseobine (projekt izdan 1929.)
- Dragutin Balzareno, Zagrepčanin – heroj Bolivije. Ratni pilot Austro-Ugarske a kasnije Bolivije.
- Tvrtko Paskijević, samograditelja aviona iz Tuškanca (1936.)
- Inž. Antun Cvjetković, konstruktor aviona s motorom Volkswagena "Bube"
- Inž. Stanko Obad, konstruktor prve hrvatske metalne jedrilice i niza visokosposobnih jedrilica.

## Nagrade
- Državna nagrada tehničke kulture "Faust Vrančić" za doprinos razvoju tehničke kulture u 1995. godini.[1]
- Povelja u povodu 50. obljetnice Hrvatske zajednice tehničke kulture 1996. za dugogodišnji iznimni doprinos razvitku i promicanju tehničke kulture.
- Nominiran za nagradu Hrvatskog zrakoplovnog saveza, najviša nagrada HZS, dodijeljena je posmrtno.

## Vanjske poveznice
- Boris Puhlovski Hrvatska tehnička enciklopedija, portal hrvatske tehničke baštine. LZMK